# 羊村繪本案

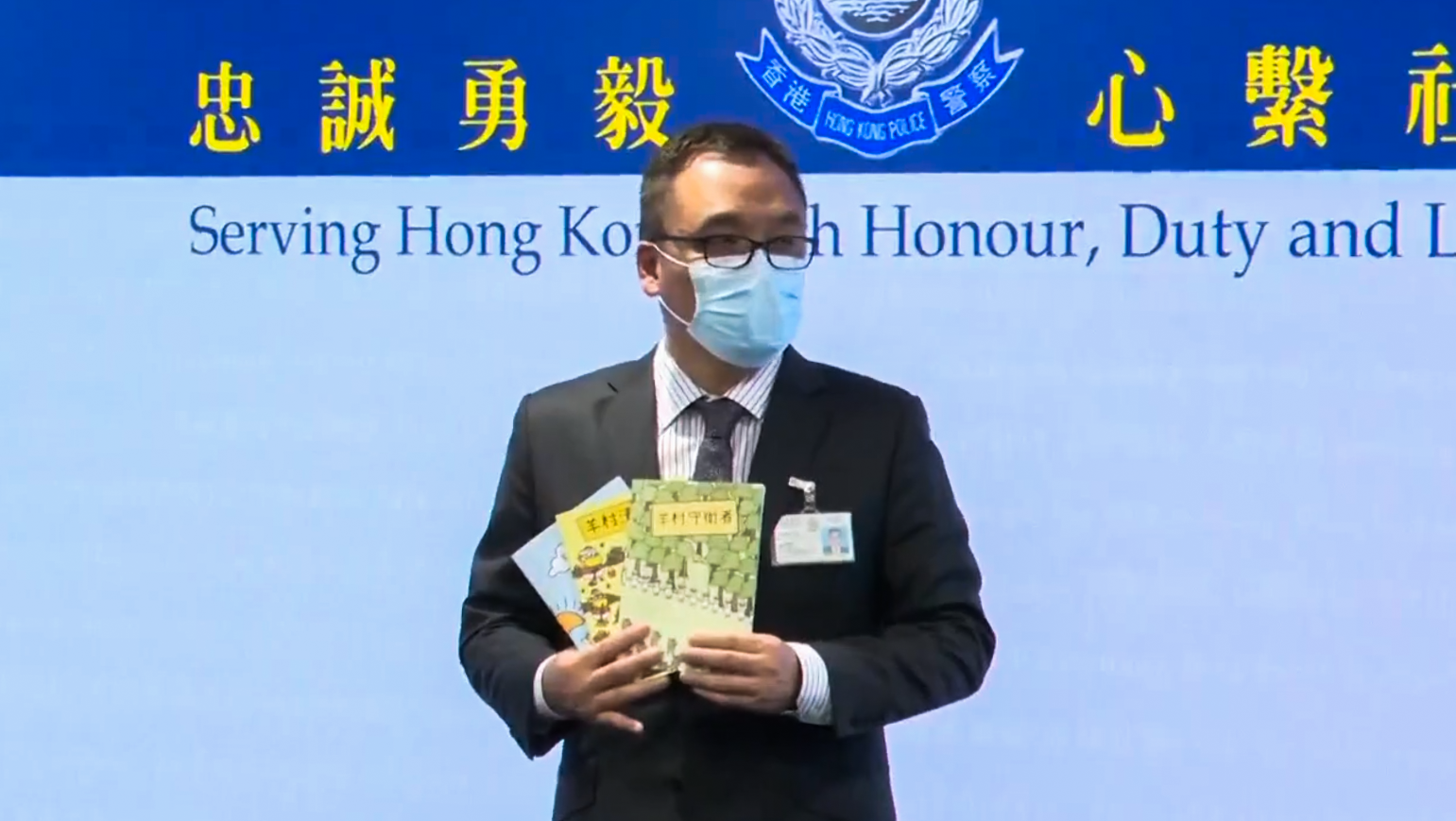
2021年7月22日，國安處高級警司李桂華見記者，指兒童刊物《羊村守衛者》和《羊村十二勇士》繪本的內容設有導讀及對照表，分別反映反修例事件及「12港人案」，並非警方自行聯想，認為內容是要製造仇恨

羊村繪本案是香港警務處國家安全處以刊發煽動刊物及違反《港區國安法》為由，拘捕香港言語治療師總工會的成員，而引起的政治审讯及政治爭議。該工會於2020至2021年，先後出版了《羊村守衛者》、《羊村十二勇士》及《羊村清道夫》3本以羊村為主題的「兒童繪本」，以反對逃犯條例修訂人士角度，分別描述2019年反對逃犯條例修訂草案運動、12港人案及2020年2月香港醫護罷工行動3件事件。警方批評繪本合理化暴力事件及違法行為荼毒下一代。支持者認為繪本只是反映事實，並不構成煽動暴力或社會仇恨。反對者認爲繪本立場偏頗，未能真實全面準確反應有關社會事件。此外，外界擔心，是次事件會削弱香港的言論自由，令香港人未來難以安心創作藝術作品、政治漫畫及評論政治。
工會5名成員因涉嫌串謀刊印、發佈、分發、展示或複製煽動刊物罪被捕，包括主席黎雯齡及外務副主席楊逸意，以及工會其餘3名理事會成員。其中黎雯齡及楊逸意隨即被落案起訴，不獲保釋，須還柙候審。工會資金十六萬港元遭到凍結。工會及工會成員的電腦、傳單、電話等亦被扣留。到2022年9月10日，法官裁定5人全部「串謀發布煽動刊物」罪成，被判監禁19個月。5人仍要服刑約一個月，同年10月10日早上刑滿出獄。

## 香港言語治療師總工會
香港言語治療師總工會於2019年11月29日刊憲正式成立（職工會登記編號：1357），並於同年12月12日舉行第一次會員大會，通過該會規則，並由會員以不記名投票方式選出第一屆理事會理事，授權理事管理本會及處理會務。根據傳媒報道，工會擁有約二百名成員，佔該行業專業人員總數的六分之一。工會認為，自香港回歸以來，香港總是暗藏政治干涉的蛛絲馬跡。以語言教學政策為例，過往2008年普教中風波及2019年港府刪減中文會話卷的提議，都令人懷疑港府有意削弱粵語的文化地位。言語治療業界以服務無聲者為己任，而反對逃犯條例修訂草案運動中示威者的反抗也是無聲者的吶喊。因此，工會以「捍衛公義、團結業界、促進溝通、爭取權益」為宗旨，捍衛民主、自由、人權等普世價值，必與無聲無權者同行，要求港府回應五大訴求，求一盡綿力，以溝通平台和民主機制連結業界，回饋社會。工會已於2021年10月13日被職工會登記局依《職工會條例》撤銷登記。
工會主席黎雯齡除成立香港言語治療師總工會外，亦參與醫管局員工陣線。該工會曾發起2020年2月香港醫護罷工，要求港府全面封關抗疫，以降低前線醫護感染風險。
2024年9月26日，高等法院原訟法庭批准律政司充公「香港言語治療師總工會」銀行戶口內約 11 萬元資金，以及約 6,000 元的備用現金；另有約 5 萬元預留作清盤費用，包括刊憲費等，餘額則充公。此案為首宗引用《香港國安法》作出充公的案件。律政司提出的理據不只依賴工會被裁定違反國安相關罪行，又指其危及國安的行為，不止「羊村」繪本，並舉例時任主席受訪的內容等證據，指工會所作的行為有違反國安之元素。

## 《羊村》系列繪本

### 《羊村守衛者》
2020年6月，香港言語治療師總工會出版一本名為《羊村守衛者》的繪本，以2019年發生的反修例事件作背景，將中共政權描繪成狼，香港人則描繪成羊。故事內容講述有兩條村落，一條村是住了善良的羊，另一條村是住了邪惡的狼。有一天，守護羊的牧羊人突然離開了，狼村落便派了大灰狼去帶領羊群，並頒布「狼羊規矩」，規定狼群可隨意吃掉羊，結果羊起來反抗。繪本裡列有反修例事件的時序表，以及相應故事的頁數。故事最後向讀者發問：「如果你是羊，會否勇敢繼續守衛家園？」

### 《羊村十二勇士》
2020年9月，香港言語治療師總工會再次出版另一本「羊村系列」繪本，名為《羊村十二勇士》，故事繼承上一本《羊村守衛者》的內容，都是講述狼欺壓羊，而《羊村十二勇士》就以2020年8月時發生的12名逃犯潛逃台灣的案件作背景。
在《羊村十二勇士》中，羊群為了對抗狼群而變得團結和英勇，狼群首領大灰狼擔心未來不能再欺負羊群，便下令要殺死羊群中最勇敢的12隻羊。12隻羊便嘗試逃走結果失敗，被狼抓回狼村。然而，故事裡該12隻羊的名字都和偷越邊境案的12名逃犯相同，有聲音批評此舉明顯是將12名逃犯英雄化，將其描述是守衛香港、卻被迫害以致要離開香港的勇士。故事最後向讀者發問：「如果你是羊，會否用盡辦法拯救十二位勇士？」

### 《羊村清道夫》
2021年3月，香港言語治療師總工會出版第三本名為《羊村清道夫》的繪本，繼續將內地人描繪為狼，香港人則是羊，並以2020年2月醫護於新冠疫情期間罷工事件作背景。故事描述狼在羊村開了一個「窿」，骯髒的狼不斷進進出出，狼不單隨地拋垃圾，更四處吐痰，令周圍環境變得污穢，而羊就罷工要求封關，禁止狼再進入羊村。此故事是指2020年新冠疫情期間，有內地人把病毒帶來香港，令病毒在香港傳播，醫護人員遂罷工要求封關。

## 親子讀書會
2021年6月20日，工會在一拳書館舉行親子讀書會，推廣三本羊村繪本。工會原本擬於2021年7月25日在觀塘進行《羊村守衛者》親子讀書會第二場，但因工會理事會成員被捕而取消。警方批評相關活動是誘導家長及幼稚園小朋友討論及宣傳歪理仇恨。 

## 關於違反國安法的指控
2021年2月19日，國家安全教育中心成員到警察總部向警務處國安處舉報，指香港言語治療師總工會的《羊村守衛者》及《羊村十二勇士》繪本美化12港人案中被告為勇士，內容具錯誤訊息，應立即下架及向全港市民致歉聲明不會再犯同樣錯誤。
2021年7月22日，警方國安處在進行調查後採取行動，拘捕工會5名理事會成員，年齡介乎25至28歲，包括主席黎雯齡及外務副主席楊逸意，以及工會其餘3名理事會成員伍巧怡、陳源森、方梓皓，涉嫌串謀刊印、發佈、分發、展示或複製煽動刊物罪。 行動期間，警方在被捕人住所、工作地點及會址檢獲 550 本刊物、電腦、傳單、電話等及凍結工會16萬元。
主席黎雯齡及外務副主席楊逸意各被控一項串謀刊印、發布、分發、展示或複製煽動刊物罪，並於7月23日在西九龍裁判法院提堂。 
警方表示，首兩本繪本（即《羊村守衛者》及《羊村十二勇士》）設有導讀及對照表，分別反映反修例事件及12港人案，並旨在製造仇恨，對小朋友灌輸反政府思想，將反修例期間示威者作出的暴力行為合理化成為守護家園的反抗。而第三本《羊村清道夫》，內容談及2020年醫護罷工，目的是挑起仇恨，令香港社會繼續紛亂。當中狼群隨地吐痰的情節醜化內地人。警方又指，工會透過兒童漫畫將小朋友無法理解的政治議題美化、簡單化，美化反修例示威中發生的違法行為，英雄化12名潛逃的逃犯，合理化醫護人員罷工，荼毒兒童，引起公眾特別是年幼兒童的憎恨，煽惑使用暴力、散播不守法意識。 

## 案件審訊
5人被捕後還押近一年，案件到2022年7月4日在區域法院開審，是回歸後首宗串謀發布煽動刊物罪的審訊。案件由《港區國安法》指定法官郭偉健審理。5人表示不認罪。控方開案陳辭指出，各被告合力創作及發布的繪本影射反修例運動、「12港人」及醫護罷工。控方認為「羊村」及「狼村」分別代表香港及中國內地，形容內容「公然漠視一國兩制」。《羊村守衛者》是煽動他人使用暴力，《羊村十二勇士》是「嚴重貶損」政府當局對12人的合法逮捕及拘留權，是引起市民對政府及司法的憎恨；而《羊村清道夫》將新型肺炎的責任歸咎內地和提議巿民罷工，認為是激起對政府的離叛和增加香港居民之間的不滿。加上首、次被告接受網媒訪問，聯絡「黃店」分發繪本和舉辦親子讀書會等情況，認為是「荼毒兒童及成人的思想」，目的是在香港凝聚「反中亂港」勢力。到7月18日，控方結案陳辭指出僅需證明刊物有煽動意圖，以及被告知道刊物有煽動意圖便足以入罪。刑事檢控專員伍淑娟陳詞指《羊村十二勇士》描述12人遭內地水警截獲，認為此書本挑起讀者對內地政府及部門的仇恨。同時指出煽動罪是否合憲，法庭需要考慮《國安法》及《基本法》第23條的立法背景，而煽動罪曾處於「休眠」狀態，但目前仍然適用，強調律政司不會輕易以此罪名起訴。控方引述案例指，煽動罪亦可視為叛國罪，不但挑動仇恨和打破社會寧靜，甚至鼓吹革命和內戰，指出任何政府都有責任避免社會捲入內戰，因此須盡早識別煽動文字。
到2022年9月7日，《港區國安法》指定法官郭偉健判辭中指出「煽動意圖並非單單源自文宇，而是這些文字在兒童腦海中所產生的效果」，認為繪本最大問題在於向讀者，而且繪本內容真實。總結時更指目前政治形勢「表面上平靜，但內裏反覆無常」，因此有必要維護國家安全。他又認為有人會利用假資訊、政治宣傳等令人拒絕信任甚至憎恨政府，引起嚴重社會動蕩。指出煽動罪應作為維護國家安全的重要工具，而非裁定違憲。最後裁定5人罪名成立，案件押後到9月10日求情及判刑，其間各被告繼續還押。
2022年9月10日，郭偉健判刑指，被告藉帶有危害港府及中央政府意圖的繪本，對兒童讀者進行洗腦。尤其是故事結尾中要求兒童思考如何應對狼，有兒童回答要戰鬥，反映出繪本在兒童心中種下仇恨，荼毒兒童思想，屬於構成傷害。加上涉案繪本廣為流傳，如首部繪本刊印量多達3000份，由75個區議員辦事處及組織分發，以及被告在《國安法》實施後仍刊印另外2本繪本。而被告求情時，均認為不應過分限制言論自由。首被告黎雯齡質疑本案是否代表自由受限是否真自由？，而次被告楊逸意表示無悔自己的選擇，「唯一後悔只係趕唔切喺被捕前出版更多繪本」。不過法官對詢問被告稱「你們何時才會離開思想的牢籠呢？」、「為何不提牧羊人無權管而離開？」。他質疑被告聲稱要以繪本記錄社會事件，卻未有依從事實，如書中提及羊村與狼村原本分開，但沒補充香港是在「武力入侵」下被割據，書中的「牧羊人」無權繼續佔據羊村，「中華人民共和國只是取回原本屬於她的地方」，法官又指兒童如白紙一紙，但是被告非但沒有將基本事實及真相告知他們，反而利用言論自由去否定中國對香港的主權，又引述辯方求情指，眾人是「精英」及「聰明人」，相信他們會明白。
法官考慮本案比派發港獨傳單的「曹雪芯案」嚴重，最終5人各被判處監禁19個月。不過由於各被告已經還押逾1年，據悉各人扣除假期後，應可在一個月後刑滿獲釋。

## 相關案件

### 轉載下載繪本網址案
中大前學生會代表會成員王浩鏘被指於2022年11至12月期間，在連登討論區及其Facebook個人帳戶發布196 則煽動帖文，包括轉載煽動刊物《羊村繪本系列》下載網址，揚言「Catch me if you can」（有本事來捉我）、煽動推翻中央及香港政府等；他亦在Facebook轉載「羊村2.0」專頁帖文，附上「羊村繪本系列」的下載網址，又在連登評論內地發生的「白紙運動」，藉此提倡街頭抗爭，被控「作出一項或多項具煽動意圖的作為」罪，被告於2023年3月27日在西九龍裁判法院認罪。辯方求情指，被告學業「非常之好」，他在中大修讀學士以一級榮譽畢業，他是一時「諗歪咗」而犯案，重申其帖文只是口號式 ，沒有新意，又指他某程度上是「被他人煽動行為所煽動」。不過主任裁判官羅德泉判刑時指，雖然社會亂象已沉寂一段時間，但部分人心有不忿， 容易被挑起情緒；被告在連登持續發布白紙示威，借題發揮，若說被告行為如同埋下「計時炸彈」，並非危言聳聽。考慮到被告重複口號，而口號與暴力離不開，容易令人勾起暴力場面，影響他人情緒，終以監禁7.5個月為量刑起點，認罪減刑後判囚5個月。

### 收郵寄繪本案
38歲男文員被控2023年3月7日在香港連同另一名男子輸入18本煽動刊物，分別名為《羊村守衛者》丶《羊村十二勇士》丶《羊村清道夫》丶《羊村投票日》丶《羊村建築師》及《羊村日報》的書各3本。被控「輸入煽動刊物罪」，是法律制訂至少半世紀以來，首次以此罪提控的人士。值得留意的是，後三本書籍則是五人被定罪後由一批自稱海外團隊的人獨立創作的新書系列，未經審訊定罪。
案情指，2023年3月，海關截查「Wing Tat Choi」由英國輸入香港的包裹，發現載有6款「羊村」系列書本各三冊，除上述書本1至3外，另有《羊村投票日》、《羊村建築師》及《羊村日報》。該包裹指定收件人為「John Choi」，地址為尖沙咀一商業中心單位。同月8日，警方派員喬裝送遞包裹，被告應門稱「John Choi」是其公司人員，但當時不在，故代取包裹。兩日後警方見包裹原裝紙箱被棄置公司同層後樓梯。警方同月13日獲得搜查令搜查單位，見經理桌上有該批「羊村」刊物，被告梁俱銘以「管有煽動刊物」罪被捕。梁警誡下稱「我唔係John Choi，Choi Wing Tat（蔡榮達），即係叫Pan Choi，係我以前嘅同事，佢用電話通知我會有份包裹寄畀我幫收…書嘅內容我完全唔知」。案情續指，警方檢取梁的手機後，發現2023年1月至3月訊息通訊紀錄中，梁與蔡曾討論寄「羊村」至香港的計劃，而梁會協助取書。其中蔡曾發送他準備寄出的書本照，而梁覆「我會向國安的警察舉報，拘捕你」，可見被告清楚知道包裹內是「羊村」書本，及它們具煽動性質。
案情指對話亦顯示，二人曾討論如何寄能避免截查等，最終認為以普通空郵郵寄，被截查機會較低，其中梁稱涉案物只是書本，海關檢查包裹可能性不大。對話另提到，蔡2021年7月曾轉發「羊村」書本PDF檔至群組內。
而被告在西九龍裁判法院承認「輸入煽動刊物」罪。《國安法》指定法官、總裁判官蘇惠德判刑時指，「羊村」刊物以兒童為對象，罪責較重，又指情節充斥歪曲觀念、不盡不實的訊息，若具煽動性思想成功在思想脆弱年幼一輩植根及滲透，或帶來跨代影響。而被告夥他人在英國輸入刊物，變相助長、鼓勵海外者繼續製作、印製物品，令危害國安訊息散播。最後判處他監禁4個月。

## 各界評價

### 教育局
2021年1月12日，教育局副局長蔡若蓮在立法會研究中小幼教科書及教材編製小組委員會上回應議員提問時表示，言語治療師總工會所製作有關12港人案的繪本《羊村12勇士》，是借童話故事包裝政治宣傳，不適合用作教材，如發現有言語治療師接觸學生時採用有關繪本，局方會嚴肅跟進，又呼籲教師及家長留意圖書內容真確性及價值觀是否健康正面，留意是否涉及「掛羊頭賣狗肉」的政治宣傳。

### 行會成員湯家驊
資深大律師、行政會議成員湯家驊在商台節目表示，挑撥仇恨亦可能影響公共安全。因為發布煽動性的繪本，有可能影響風化道德，透過繪本荼毒兒童，是社會不容，有關原則並非只適用於民主社會。

### 職工盟
香港職工會聯盟在其Facebook社交平台發文，指此案件是香港首次以以兒童寓言故事入罪的案件，批評這會影響創作和工會活動的自由。職工盟的鄧建華指出村羊繪本案讓香港人往後不能安心地進行藝術創作、比喻或評論。此案是香港的言論自由受到損害的一個重要警號。

### 商人考慮收購產品版權
2021年7月23日，連鎖童裝店Chickeeduck老闆周小龍在其Facebook個人帳號公開宣稱，會慎重考慮全面收購香港言語治療師總工會屬下的《羊村》產品及版權，並會馬上與工會展開商業談判，期望將工會努力創作的版權發揚光大。至同年8月19日，周小龍在其Facebook表示未能找到相關人士，收購行動不了了之。

### 海外媒體
2022年9月9日，《華盛頓郵報》發表社論，指羊村繪本案的判決是表示香港倒退的司法系統再創新低，形容該系列的繪本只是間接反映和批評社會問題，反映香港已經從自由、法治的堡壘變成專制和封閉的社會，情况令人不安。到同年9月15日，政務司長陳國基去信《華盛頓郵報》，強烈譴責有關文章完全不尊重香港司法制度，指出港府堅守《基本法》賦予的法治和司法獨立，所有執法和檢控基於法律和證據，形容案中的被告在公平審訊下被定罪。而有關法例在維護國家安全和保護言論自由之間取得適當平衡，指出批評煽動罪是壓制異見的看法是毫無根據。